# Copenhagen (Schiff, 2016)
Die Copenhagen ist ein von 2010 bis 2012 auf der P+S Werften Stralsund gebautes und ab 2014 auf der Fayard-Werft im dänischen Munkebo umgebautes Fährschiff der Reederei Scandlines.

## Geschichte
Am 26. März 2010 gab Scandlines den Bau der beiden baugleichen Schiffe Berlin und Copenhagen bekannt. Sie sollten im Jahr 2012 die Fährschiffe Kronprins Frederik und Prins Joachim auf der Route Rostock–Gedser ersetzen.
Beide Fähren wurden am 28. Juni 2010 auf Kiel gelegt. Am 4. April 2012 wurde die Copenhagen erstmals zu Wasser gelassen.
Die Fertigstellung, die ursprünglich für Frühjahr 2012 geplant war, wurde mehrfach verschoben, da es technische Schwierigkeiten gab. Wegen eines durch Konstruktionsmängel zu hohen Gewichts nahm Scandlines die Fähren nicht ab und stornierte die Verträge am 27. November 2012. Am 31. Januar 2014 kaufte Scandlines die beiden Fähren von der inzwischen insolventen Werft für 31,6 statt ursprünglich 184 Millionen Euro, um sie auf einer anderen Werft umbauen zu lassen. Die Copenhagen wurde im Juni 2014 nach Hamburg überführt. Nach Untersuchungen bei der Werft Blohm + Voss in Hamburg fand der Umbau jedoch auf der Fayard-Werft in Munkebo bei Odense in Dänemark statt.
Die Copenhagen wurde am 28. Oktober 2016 in Munkebo getauft und am 21. Dezember 2016 in Dienst gestellt. Im Januar 2017 wurde noch eine Anpassung des Einspritzdüsensystems vorgenommen.

## Technische Daten und Ausstattung
Das 169 Meter lange Fährschiff Copenhagen bietet auf 1600 Spurmetern Platz für bis zu 460 Pkw oder 96 Lkw. Die Passagierkapazität beträgt 1300 Personen. Zur Verpflegung befinden sich ein Buffet-Restaurant, ein À-la-carte-Restaurant, eine Cafeteria, ein Selbstbedienungsrestaurant sowie Snack- und Getränkeautomaten an Bord.
Wegen des ursprünglich zu großen Tiefgangs wurde die Fähre zum Einsatz auf der Route Rostock–Gedser umgebaut. Um das Gewicht zu reduzieren, wurden die beiden oberen Decks (8 und 9) herausgeschnitten und durch ein schmaleres Deck 8 ersetzt. Die Brücke sowie die Bereiche der Besatzung wurden durch Aluminium-Konstruktionen ersetzt.
Bei dem Umbau wurde auch auf Hybridantrieb umgerüstet. Zwei Dieselmotoren von Caterpillar mit je 4500 kW erzeugen über Generatoren Strom, der in Batterien des kanadischen Herstellers Corvus Energy gespeichert wird. Die schnelle Abrufbarkeit der vollen Leistung wird insbesondere bei Manövern in den Häfen benötigt, während der Überfahrt werden die Batterien geladen.
Die Copenhagen wurde im Mai 2020 im Rostocker Überseehafen mit einem 30 Meter hohen Rotorsegel von Norsepower ausgestattet, um durch Nutzung der Windkraft zum Antrieb die CO2-Emissionen um 4–5 % zu senken.

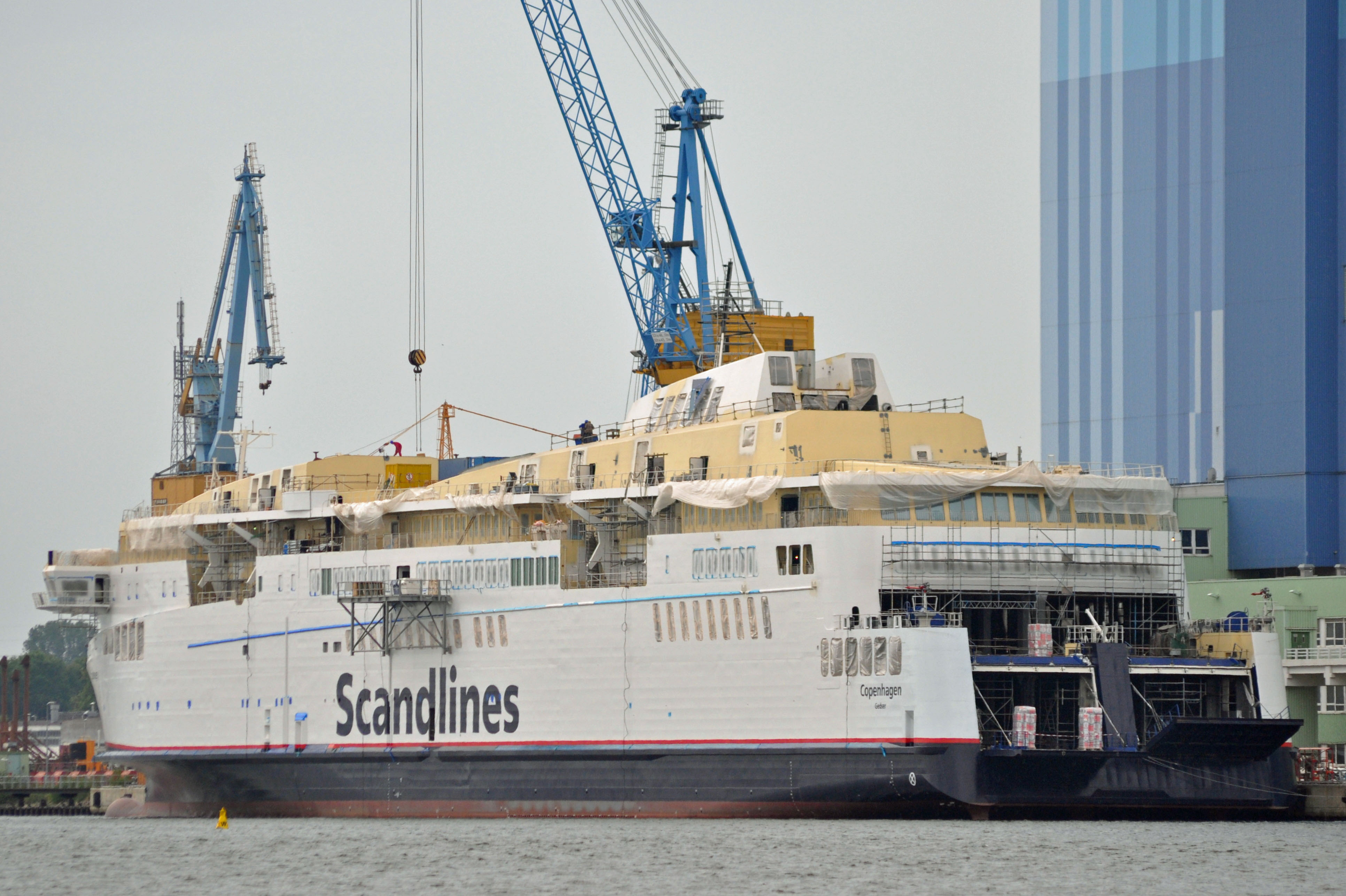
Bau in Stralsund (2012)
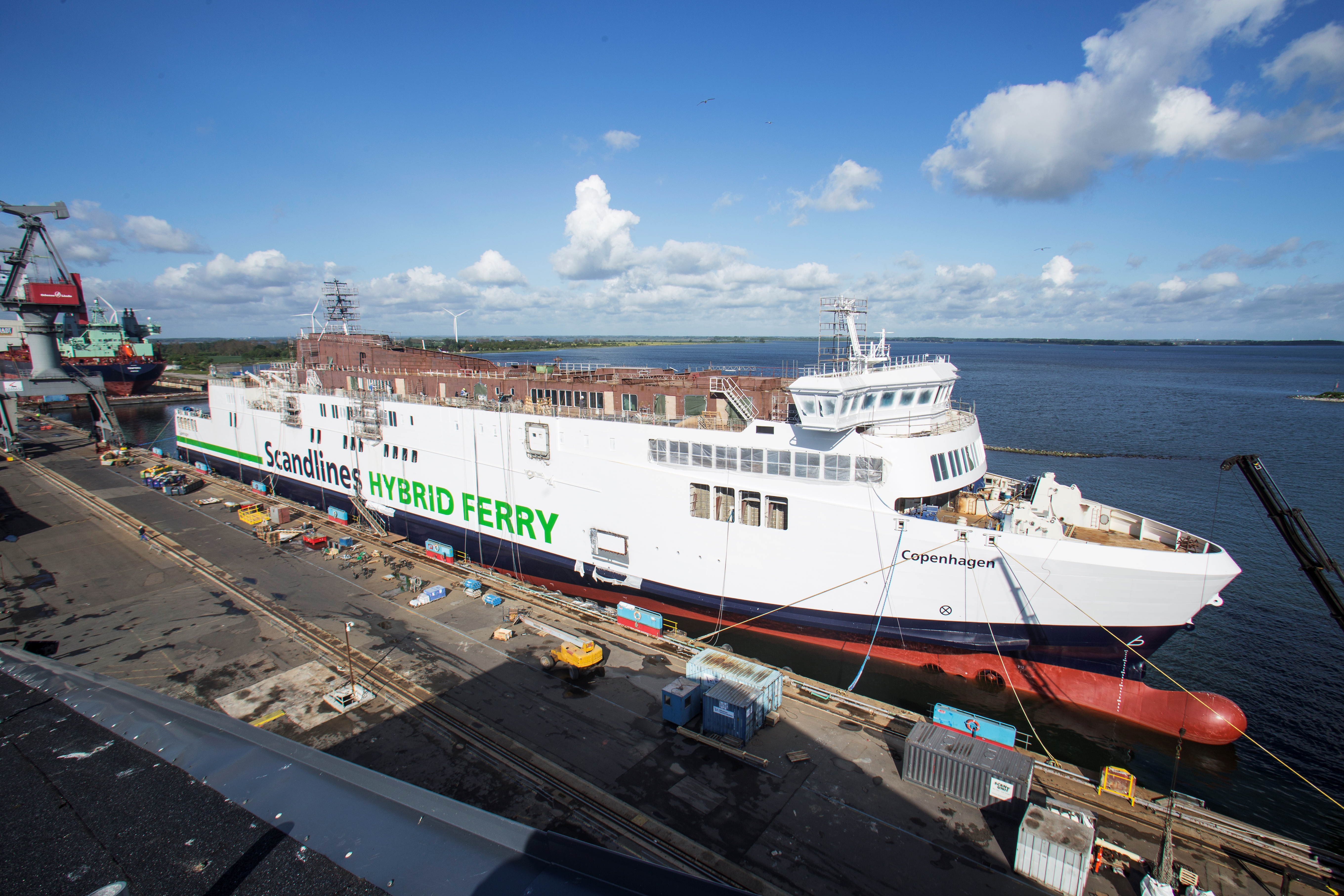
Umbau in Munkebo (2015)
- Flettner-Rotor im Betrieb

## Schwesterschiff
Schwesterschiff der Copenhagen  ist die ebenfalls bei P+S Werften Stralsund gebaute und bei der Fayard-Werft in Munkebo umgebaute Berlin.